# Provinz Putumayo
Die Provinz Putumayo liegt in der Region Loreto im Nordosten von Peru. Die 2014 gegründete Provinz hat eine Fläche von 45.758 km². Beim Zensus im Jahr 2017 lebten 7780 Menschen in der Provinz. Im Jahr 1993 lag die Einwohnerzahl in dem Gebiet bei 6463, im Jahr 2007 bei 9534. Verwaltungssitz ist San Antonio del Estrecho.

## Geographische Lage
Die Provinz Putumayo liegt im äußersten Nordosten der Region Loreto im Amazonastiefland. Der Río Putumayo fließt entlang der nördlichen Provinzgrenze, die zugleich die Staatsgrenze zu Kolumbien bildet. Die Provinz besitzt eine maximale Längsausdehnung in von etwa 310 km sowie eine Breite von 45 km. Im Westen reicht die Provinz bis an die Staatsgrenze zu Ecuador. Im Südosten grenze die Provinz Putumayo an die Provinz Maynas, im Südosten an die Provinz Mariscal Ramón Castilla.

## Verwaltungsgliederung
Die Provinz Putumayo ist in vier Distrikte unterteilt. Der Distrikt Putumayo ist Sitz der Provinzverwaltung.
| Distrikt                | Verwaltungssitz          |
| ----------------------- | ------------------------ |
| Putumayo                | San Antonio del Estrecho |
| Rosa Panduro            | Santa Mercedes           |
| Teniente Manuel Clavero | Soplín Vargas            |
| Yaguas                  | Remanso                  |